# Az Európai Unió forgalmi rendszámai
Az Európai Unió mindegyik tagállamának rendszámában az EU formációnak tartalmaznia kell az Európai Unió zászlaját, alatta pedig az adott ország gépkocsijelzését; ezt a gépjárműveket és pótkocsijaikat nyilvántartásba vevő tagállam államjelzésének a Közösségen belüli forgalomban történő elismeréséről szóló 2411/98/EK tanácsi rendelet (1998. november 3.) szabályozza.
Az első tagállam, amely bevezette a forgalmi rendszámon látható egységes európai jelképet, Írország volt (1991), utána Portugália (1992), majd Németország döntött így. (1994). Az Egyesült Királyság 2020. január 31-én kilépett az Európai Unióból, ugyanakkor a rendszámait nem kell lecserélni amíg azok ki nem futnak a forgalomból.
- Luxemburg, (1988)
- Írország, (1991)
- Portugália, (1992)
- Franciaország, (1993)
- Németország, (1994)
- Málta, (1995)
- Hollandia, (1998)
- Olaszország, (1999)
- Spanyolország, (2000)
- Finnország, (2001)
- Ausztria, (2002)
- Svédország, (2003)
- Ciprus, (2004)
- Csehország, (2004)
- Görögország, (2004)
- Észtország, (2004)
- Lettország, (2004)
- Litvánia, (2004)
- Magyarország, (2004)
- Szlovákia, (2004)
- Szlovénia, (2004)
- Lengyelország, (2006)
- Bulgária, (2007)
- Románia, (2007)
- Dánia, (2009)
- Belgium, (2010)
- Horvátország, (2016)

## Lista

Az EU tagállamai

| Ország        | Autójelzés | Rendszám ismertetője | Példa |
| ------------- | ---------- | -------------------- | ----- |
| Ausztria      | A          | van                  |       |
| Belgium       | B          | nincs                |       |
| Bulgária      | BG         | van                  |       |
| Ciprus        | CY         | nincs                |       |
| Csehország    | CZ         | van                  |       |
| Dánia         | DK         | nincs                |       |
| Észtország    | EST        | van                  |       |
| Finnország    | FIN        | van                  |       |
| Franciaország | F          | nincs                |       |
| Görögország   | GR         | nincs                |       |
| Hollandia     | NL         | nincs                |       |
| Horvátország  | HR         | van                  |       |
| Írország      | IRL        | nincs                |       |
| Lengyelország | PL         | van                  |       |
| Lettország    | LV         | nincs                |       |
| Litvánia      | LT         | nincs                |       |
| Luxemburg     | L          | nincs                |       |
| Magyarország  | H          | van                  |       |
| Málta         | M          | nincs                |       |
| Németország   | D          | van                  |       |
| Olaszország   | I          | nincs                |       |
| Portugália    | P          | nincs                |       |
| Románia       | RO         | van                  |       |
| Spanyolország | E          | van                  |       |
| Svédország    | S          | van                  |       |
| Szlovákia     | SK         | van                  |       |
| Szlovénia     | SLO        | van                  |       |

## Egyesült Királyság
Az Európai Unió tagjaként az országban használatos volt a többi tagállamhoz hasonló kék alapon feltüntetett országjelzésű (GB) rendszám is (1998–2020), de ez nem volt kötelező. 2021. szeptember 28-tól a nemzetközi autójelzés megváltozott „UK”-ra.
A rendszámon a nemzetközi jelzés és az ország zászlója helyett más is megjelenhet: a királyságok zászlaja és annak kódja, rövidítése vagy teljes neve is (pl. Wales esetén:  és CYM – Cym – CYMRU – Cymru – WALES – Wales feliratok).
Példa EU-s rendszámokra: